# 雷斯 (北莱茵-威斯特法伦州)
雷斯（發音：[ʁeːs] ⓘ）是德国北莱茵-威斯特法伦州杜塞尔多夫行政区克莱沃县的城市，面积109.86平方千米，2023年12月31日人口为21,452人。